# تي. إم. ستيفنز
تي. إم. ستيفنز (بالإنجليزية: T. M. Stevens)‏ (و. 1951  م) هو موسيقي أمريكي، ولد في نيويورك، يستخدم آلات غيتار البيس، وقيثارة.

## روابط خارجية
- تي. إم. ستيفنز على موقع IMDb (الإنجليزية)
- تي. إم. ستيفنز على موقع ميوزك برينز (الإنجليزية)
- تي. إم. ستيفنز على موقع أول ميوزيك (الإنجليزية)
- تي. إم. ستيفنز على موقع ديسكوغز (الإنجليزية)